# Saravački bisaya jezik
Saravački bisaya jezik (ISO 639-3: bsd, povučen; bisayah, bisaya bukit, visayak, bekiau, lorang bukit), dijalekt brunejskog bisaya jezika, nekad smatran samostalnim jezikm unutar bisayanske skupine. Status jezika izgubio je 2008. godine. Govori ga oko 7 000 ljudi (1984 SIL) jugoistočno od grada Marudi na otoku Borneo Sarawak, u Indoneziji.
Ima više pod-dijalekata, donjobisayanski, srednjobisayanski i gornjobisayanski. 

## Vanjske poveznice
- Ethnologue (14th)
- Ethnologue (16th)